# 삼진환
사영기하학에서 삼진환(三進環, 영어: ternary ring)은 사영 평면의 점의 일종의 좌표계를 구성할 수 있는 대수 구조이며, 하나의 3항 연산을 갖는다.

## 정의
삼진환 {\displaystyle (R,\top ,0,1)}은 다음과 같은 데이터로 주어진다.
- {\displaystyle \top \colon R\times R\times R\to R}는 3항 연산이다.
- {\displaystyle 0\in R} 및 {\displaystyle 1\in R}는 상수(0항 연산)이다.

이는 다음 공리들을 만족시켜야 한다.
- {\displaystyle 0\neq 1}
- 임의의 {\displaystyle x,y\in R}에 대하여, {\displaystyle \top (x,0,y)=\top (0,x,y)=\top (1,y,0)=\top (y,1,0)=y}
- 임의의 {\displaystyle x,y,x',y'\in X}에 대하여, 만약 {\displaystyle x\neq x'}라면, {\displaystyle \top (z,x,y)=\top (z,x',y')}인 {\displaystyle z\in X}가 유일하게 존재한다.
- 임의의 {\displaystyle x,y,z\in X}에 대하여, {\displaystyle \top (x,y,w)=z}인 {\displaystyle w\in X}가 유일하게 존재한다.
- 임의의 {\displaystyle x,y,x',y'}에 대하여, 만약 {\displaystyle x\neq x'}라면, 다음 연립 방정식은 유일한 해 {\displaystyle z,w\in X}를 갖는다.
{\displaystyle \top (x,z,w)=y}
{\displaystyle \top (x',z,w)=y'}

## 성질

### 특별한 이항 연산
삼진환 {\displaystyle (R,\top )}이 주어졌을 때, 다음과 같은 두 연산을 정의하자.
{\displaystyle x\oplus y=\top (x,1,y)}
{\displaystyle x\otimes y=\top (x,y,0)}
그렇다면, {\displaystyle (R,\oplus ,0)} 및 {\displaystyle (R,\otimes ,1)}은 각각 항등원을 갖는 유사군을 이룬다.

### 삼진환에 대응하는 사영 평면
삼진환 {\displaystyle (R,\top )}이 주어졌을 때, 이에 대응하는 다음과 같은 사영 평면 {\displaystyle (X,L,\vartriangleleft )}을 구성할 수 있다. 우선, 점과 직선의 집합은 각각 다음과 같다.
{\displaystyle X=L=R^{2}\sqcup R\sqcup R^{0}=\{()\}}
이 사이의 인접 관계
{\displaystyle \vartriangleleft \subseteq X\times L}
는 다음과 같다.
{\displaystyle (a,b)\vartriangleleft (c,d)\iff \top (a,c,d)=b}
{\displaystyle (a,b)\vartriangleleft (c)\iff (a)\vartriangleleft (c,d)\iff a=c}
{\displaystyle (a,b)\not \vartriangleleft ()}
{\displaystyle ()\not \vartriangleleft (c,d)}
{\displaystyle (a)\not \vartriangleleft (c)}
{\displaystyle (a)\vartriangleleft ()}
{\displaystyle ()\vartriangleleft (c)}
{\displaystyle ()\vartriangleleft ()}
또한,
{\displaystyle (0,0),(1,1),(),(0)\in X}
은 그 속의 사각형을 이룬다.
사각형이 주어진 모든 사영 평면은 항상 위와 같은 꼴로 구성될 수 있다.
서로 다른 두 삼진환이 동형의 사영 평면을 정의할 대수적 필요 충분 조건이 알려져 있다.

## 예
{\displaystyle (K,+,0,\cdot ,1)}가 나눗셈환이라고 하자. 그렇다면,
{\displaystyle \top (x,y,z)=xy+z}
를 정의한다면, 이는 삼중환을 이룬다.

## 역사
1941년에 마셜 홀(영어: Marshall Hall)이 사영 평면을 연구하기 위하여 삼진환의 개념 및 “삼진환”(영어: ternary ring)이라는 용어를 도입하였다. 이름과 달리, 삼진환은 환이 아니다.
일부 문헌에서 이 개념은 “삼진체”(三進體, 영어: ternary field) 또는 “평면 삼진환”(平面三進環, 영어: planar ternary ring) 등으로 불린다.

## 참고 문헌
1. ↑  Grari, A. (2004년 9월). “A necessary and sufficient condition so that two planar ternary rings induce isomorphic projective planes”. 《Archiv der Mathematik》 (영어) 83 (2): 183–192. doi:10.1007/s00013-003-4580-9. Zbl 1067.51002.
2. ↑  Hall, Marshall (1943). “Projective planes”. 《Transactions of the American Mathematical Society》 (영어) 54: 229–277. doi:10.1090/S0002-9947-1943-0008892-4. ISSN 0002-9947. JSTOR 1990331. MR 8892. Zbl 0060.32209.